# Neste (rzeka)
Neste – rzeka we Francji, przepływająca przez tereny departamentów Pireneje Wysokie i Górna Garonna, o długości 73 km. Stanowi dopływ rzeki Garonna.